# Marie de Valois (1444-1473)
Pour les articles homonymes, voir Marie de Valois et Marie de France.
Marie Marguerite de Valois (1444-1473), dame de Royan et de Mornac, comtesse de Taillebourg, est la fille naturelle du roi de France Charles VII et de sa favorite Agnès Sorel et est donc la demi-sœur du roi Louis XI.

## Famille
Elle épouse, le 27 décembre 1458, à Vendôme, Olivier de Coëtivy (1418-1480), seigneur et comte de Taillebourg, conseiller et chambellan du roi, sénéchal de Guyenne en 1451. De ce mariage sont issus :  
- En 1455, Charles François de Coëtivy, comte de Taillebourg (1486), prince de Mortagne, prince de Gironde, baron de Coëtivy, baron du Menant, baron de Forestic, baron de Tregouroy, marié à Jeanne d'Orléans (1462-1520), duchesse usufruitière de Valois (1516), dont :
  - Louise de Coëtivy, princesse de Talmond, comtesse de Taillebourg mariée à Charles de La Trémoïlle, prince de Talmond et parrain du roi de France Charles VIII, dont :  
    - François de La Trémoille, prince de Talmond, vicomte de Thouars, comte de Taillebourg 1505-1541.

  - Marguerite de Coëtivy, mariée à François de Pons le 15 novembre 1483, dont : 
    - Jacques II de Pons, Baron de Mirambeau, Seigneur de Brouage, de Plassac et de Verneuil.

- En 1458 naît Marguerite de Coëtivy. Un mariage avec Charles de Fougères, du Beaujolais, reste très improbable en l'absence de document le prouvant et de l'éloignement géographique.
- Vers 1460 naît Catherine de Coëtivy qui épouse en 1478 Antoine de Chourses.
- Vers 1465, Gillette de Coëtivy, † 1510, x 1° Jacques d'Estouteville, † 1509, sire de Beynes et Blainville (fils de Robert VII ; postérité : Charlotte d'Estouteville, x Charles Ier de Luxembourg comte de Brienne, fils aîné d'Antoine de Luxembourg-Brienne qui suit, et de Françoise de Croÿ-Chimay), et 2° Antoine de Luxembourg-Ligny-St-Pol comte de Brienne, père de Charles Ier de Brienne (sans postérité)